# 踏白将
踏白将，五代时有踏白之名，为兵种之一，“踏白”意为“勘察、搜查的部队” 统帅踏白兵者为踏白将，其副职称作踏白副。
“踏白军”的任务是搜索探路，防止敌人设伏，作为古代军队机关的马前卒，乃先锋之中的先锋。部队建制可大可小。而统帅这支部队的便称作踏白将。